# Лађевци (Чајниче)
Лађевци су насељено мјесто у општини Чајниче, Република Српска, БиХ. Према попису становништва из 1991. у насељу је живјело 150 становника.

## Становништво
Према попису становништва из 1991. године, место је имало 150, а мјесна заједница 301 становника.
| Националност       | 1991.     |
| Муслимани          | 150 (50%) |
| Срби               | 149 (50%) |
| Југословени        | 1 (0%)    |
| остали и непознато | 1 (0%)    |
| укупно             | 150       |